# Ноћна школа - Наслеђе
Ноћна школа - Наслеђе (енгл. Night School - Heritage) је роман енглеске књижевнице К. Џ. Доерти (енгл. CJ Daugherty) објављен 2012. године. Српско издање је објавила издавачка кућа Лагуна из Београда 18. јула 2014. године.

## О ауторки
К. Џ. Доерти је бивша криминалистичка репортерка и државни службеник, имала је двадесет две године када је први пут видела леш који ју је подстакао на размишљање и мотивисао да се бави писањем. Серијал Ноћна школа је почела да пише док је радила као консултант за комуникације у Министарству унутрашњих послова. Серијал за тинејџере је објавила издавачка кућа енгл. Little, Brown and Company и продат је у више од милион и по примерака широм света. Истоимена серија инспирисана њеним књигама је имала више од милион прегледа. Касније је написала серијал енгл. The Echo Killing који је објавио енгл. St. Martin's Press, као и Број 10. Коауторка је научно–фантастичног серијала Тајна ватра, са француском ауторком Карином Розенфелдом. Доертине књиге су преведене на 25 језика и биле су бестселери у више земаља. Данас живи на југу Енглеске са супругом, режисером номинованим за награду БАФТА, Џеком Џуерсом и кућним љубимцем.

## О књизи
Књига Ноћна школа - Наслеђе представља школу из другог угла која је понекад убиствена. У овом делу Доерти открива тајне и разоткрива лажи које су остале прикривене у претходном делу. Прошле године је Ели преживела три хапшења, два раскида и једну породичну катастрофу, једина светла тачка био јој је нови живот у „Академији Симерија” која је представљала једино место где се осећала као код куће. Том утиску је допринело упознавање Картера Веста, међутим, уместо да јој пруже мирно уточиште древни зидови Симерије крију претње какве Ели није могла ни да замисли. Ученици су у опасности, а Елина породица са тајанственом баком и одбеглим братом се налазе у средишту дешавања. Ели ће морати да бира да ли ће заштити своју породицу или ће веровати пријатељима.